# Инсинье, Роберто
Роберто Инсинье (итал. Roberto Insigne; род. 11 мая 1994, Неаполь) — итальянский футболист, нападающий клуба «Палермо». Младший брат Лоренцо Инсинье.

## Клубная карьера
В 2011—2019 годах был игроком «Наполи». Дебютировал за основную команду 6 декабря 2012 в матче группового этапа Лиги Европы против голландского «ПСВ Эйндховен», в котором вышел на замену на 66-й минуте матча вместо Эдинсона Кавани. 13 января 2013 года дебютировал за команду в Серии А, появившись на замену на 86-й минуте вместо Марека Гамшика в матче против «Палермо». С 2013 года выступает в аренде за клубы различных лиг Италии. Сезоны 2013/14 и 2014/15 игрок провёл в клубах Серии С «Перуджа» и «Реджина». Сезон 2015/16 и концовку сезона 2016/17 отыграл за команды Серии Б «Авеллино 1912» и «Латина». 24 июля 2017 года вновь был отдан в аренду в клуб Серии Б «Парма».
В июле 2019 года перешел в «Беневенто».
27 августа 2022 года подписал двухлетний контракт с клубом «Фрозиноне».
12 июля 2023 года подписал трёхлетний контракт с клубом «Палермо».

## Карьера в сборной
Выступал за юношескую и молодёжную сборную Италии.

## Семья
Старший брат Лоренцо (р. 1991) — футболист, игрок клуба «Торонто» и сборной Италии. Братья Марко и Антонио также футболисты, выступают в любительских лигах Италии.
Роберто женат на Элизабетте. Их дочь Патриция родилась 22 ноября 2016 года.

## Достижения

### «Перуджа»
- Чемпион Высшего дивизиона Профессиональной лиги: 2013/14

### «Беневенто»
- Чемпион Серии B: 2019/20

### «Фрозиноне»
- Чемпион Серии B: 2022/23